# تشانغ تشينغ سيانج
تشانغ تشينغ سيانج (بالصينية: 张成祥) هو لاعب كرة قدم صيني في مركز الهجوم، ولد في 25 يناير 1989 في بنغبو في الصين. لعب مع نادي غوانغجو آر أند إف ونادي غويزهو رينهي.